# 高会嘉
高会嘉（？—？），江西彭泽人，清朝政治人物。
道光二十五年（1845年），登进士。歷署福建松溪縣、福鼎縣、霞浦县知縣。咸丰十一年（1861年），接替周立瀛任漳州府知府一职，咸丰十一年（1861年）由北克丹布接任。